# Amtsgericht Landshut
Das Amtsgericht Landshut ist ein seit 1879 bestehendes Gericht der ordentlichen Gerichtsbarkeit. Es ist eines von 73 Amtsgerichten in Bayern und eines von fünf Amtsgerichten im Landgerichtsbezirk Landshut. Hervorgegangen ist es aus dem von 1873 bis 1879 bestehenden Stadt- und Landgericht Landshut.

## Zuständigkeitsbereich
Der Amtsgerichtsbezirk Landshut umfasst die kreisfreie Stadt Landshut und die Gemeinden des Landkreises Landshut. Darüber hinaus ist das Amtsgericht Landshut in Registersachen (Handels-, Partnerschafts- und Genossenschaftsregister) für die Amtsgerichtsbezirke Eggenfelden und Landau an der Isar zuständig.
Ferner ist das Amtsgericht Landshut in erstinstanzlichen Wirtschaftsstrafsachen mit einer Straferwartung bis zu 4 Jahren für die Landgerichtsbezirke Landshut, Deggendorf und Passau zuständig.
Zur Zuständigkeit des Amtsgerichts Landshut gehört zudem die Vollzugsleitertätigkeit für die Jugendarrestanstalt Landshut.

## Geschichte
Mit Wirkung vom 1. Juli 1873 wurden das Stadtgericht Landshut mit dem Landgericht Landshut zu einem Gericht unter dem Namen Stadt- und Landgericht Landshut vereinigt. Der Sprengel dieses Gerichts setzte sich aus der Stadt Landshut und den damaligen Landgemeinden Achdorf, Adlkofen, Altdorf, Altheim, Arth, Ast, Attenhausen, Berg, Berghofen, Buch am Erlbach, Deutenkofen, Eching, Ergolding, Essenbach, Eugenbach, Frauenberg, Furth, Garnzell, Götzdorf, Grießenbach, Gündlkofen, Haunwang, Hohenegglkofen, Hüttenkofen, Jenkofen, Kronwinkl, Martinshaun, Mettenbach, Mirskofen, Moosthann, Münchnerau, Münchsdorf, Niederaichbach, Niederkam, Oberaichbach, Obergangkofen, Oberglaim, Oberköllnbach, Oberwattenbach, Ohu, Paindlkofen, Petersglaim, Pfettrach, Postau, Reichersdorf (seit 1900 Gundihausen), Schatzhofen, Schönbrunn, Tiefenbach, Tondorf, Unholzing, Unterneuhausen, Veitsbuch, Viecht, Vilsheim, Wachelkofen, Weihenstephan, Weihmichl, Weng, Widdersdorf, Windten, Wörth an der Isar und Wolfsbach zusammen. Nächsthöhere Instanz war das Bezirksgericht Landshut.
Durch die Einführung des Gerichtsverfassungsgesetzes am 1. Oktober 1879 wurden die bisherigen bayerischen Gerichte aufgehoben. An die Stelle der Appellationsgerichte traten nun die Oberlandesgerichte, an die Stelle der Bezirksgerichte die Landgerichte und an die Stelle der Stadtgerichte, der Landgerichte sowie der Stadt- und Landgerichte die Amtsgerichte. Aus dem bisherigen Stadt- und Landgericht wurde dabei das Amtsgericht Landshut, der Gerichtsbezirk selbst änderte sich jedoch nicht. Das im Instanzenzug übergeordnete Gericht ist seitdem das ebenfalls 1879 entstandene Landgericht Landshut.
Bei Inkrafttreten des Gesetzes über die Organisation der ordentlichen Gerichte im Freistaat Bayern (GerOrgG) am 1. Juli 1973 erweiterte sich Amtsgerichtsbezirk Landshut durch die schon zuvor geschehene Vergrößerung des Landkreises Landshut um das Gebiet der Gemeinden
- Martinszell, Obermünchen und Obersüßbach des bisherigen Amtsgerichtsbezirkes Mainburg,
- Bayerbach bei Ergoldsbach, Ergoldsbach, Greilsberg, Langenhettenbach, Neufahrn in Niederbayern, Prinkofen und Winklsaß des aufgelösten Amtsgerichtsbezirks Mallersdorf,
- Andermannsdorf, Egg, Hebramsdorf, Högldorf, Hofendorf, Hohenthann, Holzhausen, Inkofen, Kläham, Münster, Niedereulenbach, Niederhornbach, Oberergoldsbach, Oberhatzkofen, Oberlauterbach, Oberotterbach, Oberroning, Pattendorf, Pfaffendorf, Pfeffendorf, Pfeffenhausen, Piegendorf, Rainertshausen, Rottenburg an der Laaber, Schmatzhausen, Stollnried, Türkenfeld und Wolferthau des aufgehobenen Amtsgerichtsbezirks Rottenburg an der Laaber,
- Aham, Aich, Altfraunhofen, Babing, Baierbach, Bergham, Binabiburg, Bodenkirchen, Bonbruck, Diemannskirchen, Dietelskirchen, Eberspoint, Felizenzell, Frauensattling, Gaindorf, Geisenhausen, Gerzen, Haarbach, Holzhausen, Jesendorf, Kröning, Lichtenhaag, Loizenkirchen, Neufraunhofen, Neuhausen, Pauluszell, Ruprechtsberg, Salksdorf, Schalkham, Seyboldsdorf, Velden, Vilsbiburg, Vilslern, Wolferding und Wurmsham des ehemaligen Amtsgerichtsbezirks Vilsbiburg.[7]

## Gebäude
Das Amtsgericht Landshut ist im selben Gebäude wie das Landgericht Landshut untergebracht. Es wurde 1969 errichtet und befindet sich in Landshut in der Maximilianstr. 22.
Am 7. April 2009 kam es in dem Gerichtsgebäude zu einer Schießerei, bei der ein Beteiligter eines Erbschaftsprozesses auf drei andere, mit ihm verwandte Beteiligte desselben Prozesses schoss. Bei dem Vorfall kamen zwei Personen, darunter der Täter, ums Leben und zwei Personen erlitten schwere Verletzungen.